# Hołoby (gmina)
Hołoby – dawna gmina wiejska istniejąca do 1939 roku w woj. wołyńskim (obecnie na Ukrainie). Siedzibą gminy były Hołoby.
W okresie międzywojennym gmina Hołoby należała do powiatu kowelskiego w woj. wołyńskim. 1 stycznia 1925 do gminy Hołoby włączono wieś Mały Porsk z gminy Szczurzyn w powiecie łuckim w tymże województwie.
Według stanu z dnia 4 stycznia 1936 roku gmina składała się z 30 gromad. Po wojnie obszar gminy Hołoby wszedł w struktury administracyjne Związku Radzieckiego.